# Maybin Mugaiwa
Maybin Mugaiwa – zambijski piłkarz grający na pozycji pomocnika.

## Kariera klubowa
W swojej karierze piłkarskiej Mugaiwa grał w klubie Kabwe Warriors.

## Kariera reprezentacyjna
W 1992 roku Mugaiwa został powołany do reprezentacji Zambii na Puchar Narodów Afryki 1992, jednak nie rozegrał na nim żadnego meczu.